# Saison 5 de Jane the Virgin
Chronologie
Saison 4
Cet article présente le guide des épisodes de la cinquième et dernière saison de la série télévisée américaine Jane the Virgin.

## Généralités
- Aux États-Unis, la saison est diffusée entre le 27 mars 2019 et le 31 juillet 2019 sur The CW ;
- Au Canada, elle est disponible le lendemain sur Netflix.
- En France, la cinquième saison est diffusée depuis le 5 septembre 2019 sur Téva.

## Distribution

### Acteurs principaux
- Gina Rodriguez (VF : Alice Taurand) : Jane Villanueva
- Andrea Navedo (VF : Géraldine Asselin) : Xiomara « Xo » Villanueva De La Vega
- Justin Baldoni (VF : Damien Ferrette) : Rafael Solano
- Yael Grobglas (VF : Anouck Hautbois) : Petra Solano
- Ivonne Coll (VF : Évelyne Grandjean) : Alba Villanueva
- Brett Dier (VF : Adrien Larmande) : Michael Cordero, Jr. / Jason
- Jaime Camil (VF : Yann Peira) : Rogelio de la Vega
- Elias Janssen : Mateo Gloriano Rogelio Solano-Villanueva
- Anthony Mendez (VF : Benoît Allemane) : le narrateur

### Acteurs récurrents
- Brooke Shields : River Fields
- Rosario Dawson : Jane Ramos
- Yara Martinez (VF : Véronique Desmadryl) : Dr Luisa Alver
- Bridget Regan : Rose Solano
- Mia et Ella Allan : Anna et Elsa Solano
- Alfonso DiLuca : Jorge Garcia
- Christopher Allen : Dennis Chambers
- Tommy Dorfman (VF : Aurélien Raynal) : Bobby
- Shelly Bhalla : Krishna Dhawan
- Priscilla Barnes : Magda Andel
- Justina Machado : Darci Factor
- Keller Wortham : Esteban Santiago
- Diane Guerrero : Lina Santillan
- Melanie Mayron : Marlene Donaldson

### Acteurs invités
- Max Bird-Ridnell : Milos Dvoracek
- Molly Hagan : Patricia Cordero
- Haley Lu Richardson : Charlie
- Eden Sher : PJ Fields
- Sophia Bush (VF : Barbara Delsol) : Julie Larson
- Ludo Lefebvre : lui-même
- Rita Moreno : Liliana De La Vega
- Justin Hartley : lui-même

## Liste des épisodes

### Épisode 1:À la vie, à la mort
- États-Unis : 27 mars 2019 sur The CW[1]
- France : 5 septembre 2019 sur Téva[2]

- États-Unis : 790 000 téléspectateurs[3] (première diffusion)

### Épisode 2:Tous coupable
- États-Unis : 3 avril 2019 sur The CW
- France : 5 septembre 2019 sur Téva

- États-Unis : 610 000 téléspectateurs[4] (première diffusion)

### Épisode 3:La 5eroue du carrosse
- États-Unis : 10 avril 2019 sur The CW
- France : 12 septembre 2019 sur Téva

- États-Unis : 610 000 téléspectateurs[5] (première diffusion)

### Épisode 4:Son pire cauchemar
- États-Unis : 17 avril 2019 sur The CW
- France : 12 septembre 2019 sur Téva

- États-Unis : 690 000 téléspectateurs[6] (première diffusion)

### Épisode 5:La Fête de la licorne
- États-Unis : 24 avril 2019 sur The CW
- France : 19 septembre 2019 sur Téva

- États-Unis : 580 000 téléspectateurs[7] (première diffusion)

### Épisode 6:Les Fantômes du passé
- États-Unis : 1er mai 2019 sur The CW
- France : 19 septembre 2019 sur Téva

- États-Unis : 590 000 téléspectateurs[8] (première diffusion)

### Épisode 7:La Reine du lasso
- États-Unis : 8 mai 2019 sur The CW
- France : 26 septembre 2019 sur Téva

- États-Unis : 710 000 téléspectateurs[9] (première diffusion)

### Épisode 8:Duo de rêve
- États-Unis : 15 mai 2019 sur The CW
- France : 26 septembre 2019 sur Téva

- États-Unis : 620 000 téléspectateurs[10] (première diffusion)

### Épisode 9:L'Esprit de famille
- États-Unis : 22 mai 2019 sur The CW
- France : 3 octobre 2019 sur Téva

- États-Unis : 480 000 téléspectateurs[11] (première diffusion)

### Épisode 10:Vers Mars et au-delà
- États-Unis : 29 mai 2019 sur The CW
- France : 3 octobre 2019 sur Téva

- États-Unis : 560 000 téléspectateurs[réf. souhaitée] (première diffusion)

### Épisode 11:L'Homme de la maison
- États-Unis : 5 juin 2019 sur The CW
- France : 10 octobre 2019 sur Téva

- États-Unis : 570 000 téléspectateurs (première diffusion)

### Épisode 12:Love, Love, Love
- États-Unis : 12 juin 2019 sur The CW
- France : 10 octobre 2019 sur Téva

- États-Unis : 630 000 téléspectateurs (première diffusion)

### Épisode 13:La Tricheria
- États-Unis : 19 juin 2019 sur The CW
- France : 10 octobre 2019 sur Téva

- États-Unis : 630 000 téléspectateurs (première diffusion)

### Épisode 14:Avis de tempête
- États-Unis : 26 juin 2019 sur The CW
- France : 17 octobre 2019 sur Téva

- États-Unis : 680 000 téléspectateurs (première diffusion)

### Épisode 15:Un plan parfait
- États-Unis : 10 juillet 2019 sur The CW
- France : 17 octobre 2019 sur Téva

- États-Unis : 670 000 téléspectateurs (première diffusion)

### Épisode 16:La Tache de naissance
- États-Unis : 17 juillet 2019 sur The CW
- France : 17 octobre 2019 sur Téva

- États-Unis : 600 000 téléspectateurs (première diffusion)

### Épisode 17:Dangereuses retrouvailles
- États-Unis : 24 juillet 2019 sur The CW
- France : 24 octobre 2019 sur Téva

- États-Unis : 530 000 téléspectateurs (première diffusion)

### Épisode 18:Cinq ans de Jane!
- États-Unis : 31 juillet 2019 sur The CW
- France : 24 octobre 2019 sur Téva

- États-Unis : 640 000 téléspectateurs (première diffusion)

### Épisode 19:Et ils vécurent heureux.
- États-Unis : 31 juillet 2019 sur The CW
- France : 24 octobre 2019 sur Téva

- États-Unis : 650 000 téléspectateurs (première diffusion)